# جون جريكو
جون جريكو (بالإنجليزية: John Greco)‏ (و. 1985  م) هو لاعب كرة قدم أمريكية، من الولايات المتحدة، ولد في رافينا، أوهايو، يلعب كحارس ‏.

## التعليم
تعلم في Boardman High School ‏.

## روابط خارجية
- جون جريكو على موقع مرجع كرة القدم المحترفة.كوم (الإنجليزية)